# Musée Wallraf-Richartz
Le musée Wallraf-Richartz & Fondation Corboud (en allemand Wallraf-Richartz-Museum & Fondation Corboud) à Cologne en Allemagne est l'une des grandes galeries de peinture d’Allemagne. Plus vieux musée de Cologne, il abrite la plus importante collection au monde de peintures médiévales et une sélection représentative d’œuvres jusqu'à la fin du XIXe siècle. Le musée possède également une importante collection d'art graphique, riche de quelque 75 000 feuilles de toutes les périodes.

## Histoire
Le fonds initial du musée est constitué en 1824 par la très importante collection d’art médiéval de la succession de Ferdinand Franz Wallraf. En 1854, une fondation est constituée par Johann Heinrich Richartz (de) en vue de l’érection du premier bâtiment.

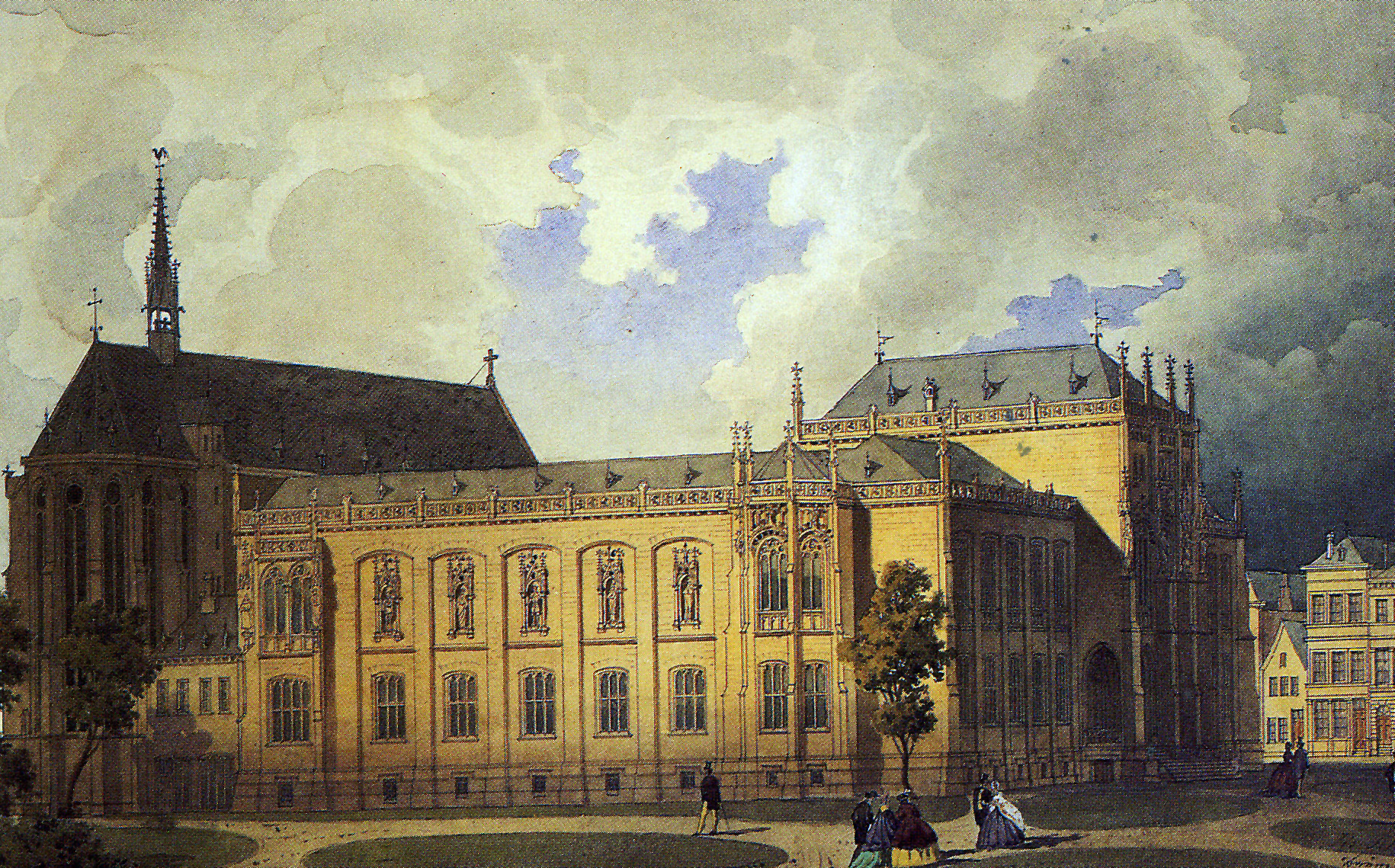
Le Wallraf-Richartz-Museum de Josef Felten en 1861.

La collection du musée, agrandie par de nombreuses donations, a été divisée en 1976, lorsque l’art du XXe siècle a rejoint le nouveau musée Ludwig.
En 2001, le musée s’est installé dans un nouveau bâtiment conçu par Oswald Mathias Ungers.
La même année, la Fondation Corboud a confié au musée en prêt permanent un grand nombre d'œuvres impressionnistes et néo-impressionnistes.
En 2012, le musée propose une reconstitution complète de la fameuse édition de 1912 de la Sonderbund.

## Collections

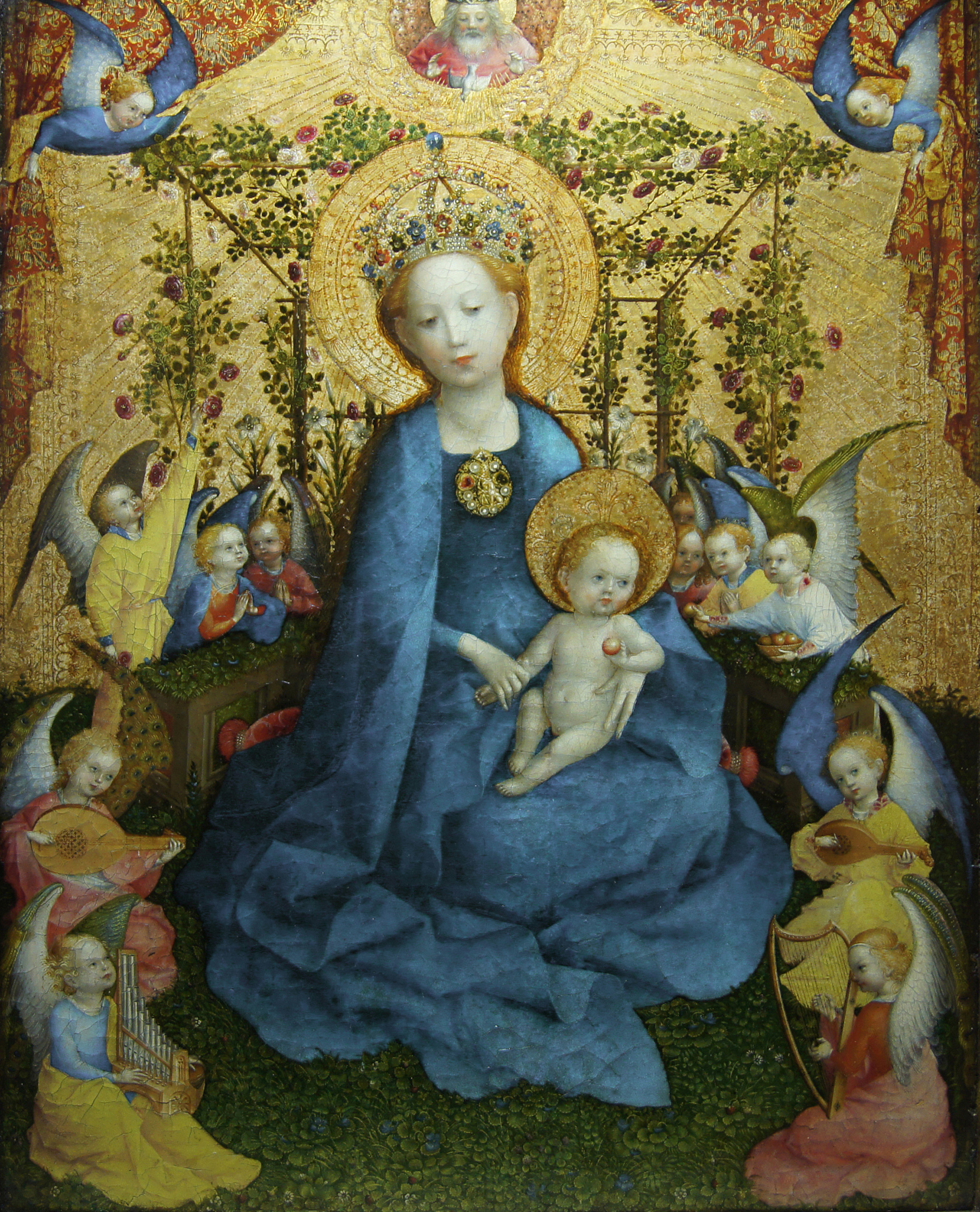
Stefan Lochner, La Vierge au buisson de roses ('), vers 1448, technique mixte sur panneau de bois.

Le Wallraf-Richartz-Museum & Fondation Corboud abrite l'une des plus importantes collections de peinture médiévale au monde. Il n'existe nulle part au monde d'aussi vaste collection de peinture médiévale sur panneaux de bois, car jusqu'à la Seconde Guerre mondiale, il n'y eut ni incendies majeurs ni iconoclasmes à Cologne. Si l'on y ajoute les œuvres baroques et les peintures et sculptures des XIXe et XXe siècles, le musée présente un aperçu complet de l'histoire et du développement de l'art du Moyen Âge au XXe siècle.
- Albrecht Dürer
- Antoine van Dyck
- Arnold Böcklin
- Benedikt Beckenkamp
- Berthe Morisot
- Catarina van Hemessen
- Caspar David Friedrich
- Carl Blechen
- Claude Monet
- François Boucher
- Franz von Stuck
- Gerhard von Kügelgen
- Gustave Courbet
- Georg Pencz
- Hyacinthe Rigaud
- Hendrick ter Brugghen
- Hendrick Avercamp
- Johann Christian Reinhart
- Lucas Cranach le Jeune
- Maître de la Vie de Marie
- Gillis Mostaert
- Edvard Munch
- Auguste Renoir
- Rubens
- Marianne Stokes
- Max Klinger
- Max Liebermann
- Pierre Mignard
- Stefan Lochner
- Vincent van Gogh

### Art duXIIIeauXVIesiècle
Le fondateur du musée, Ferdinand Franz Wallraf, s'est attaché à rassembler les retables des églises et monastères profanés pendant la sécularisation des biens de l'Église. Sa collection constitue la base de la section médiévale du musée, avec des œuvres de Stefan Lochner et de nombreux maîtres : Maître de Sainte-Véronique, Maître de Saint-Laurent, Maître de la Légende de Saint-Georges, Maître de l'autel de Barthélemy, Maître de la Glorification de Marie, Maître de Saint-Séverin, Maître de la légende d'Ursule et de nombreux autres peintres des écoles de peinture de Cologne.
L'autre lieu important de conservation de peinture colonaise est l'Alte Pinakothek de Munich, où a abouti la collection des frères Sulpiz et Melchior Boisserée, de Cologne.

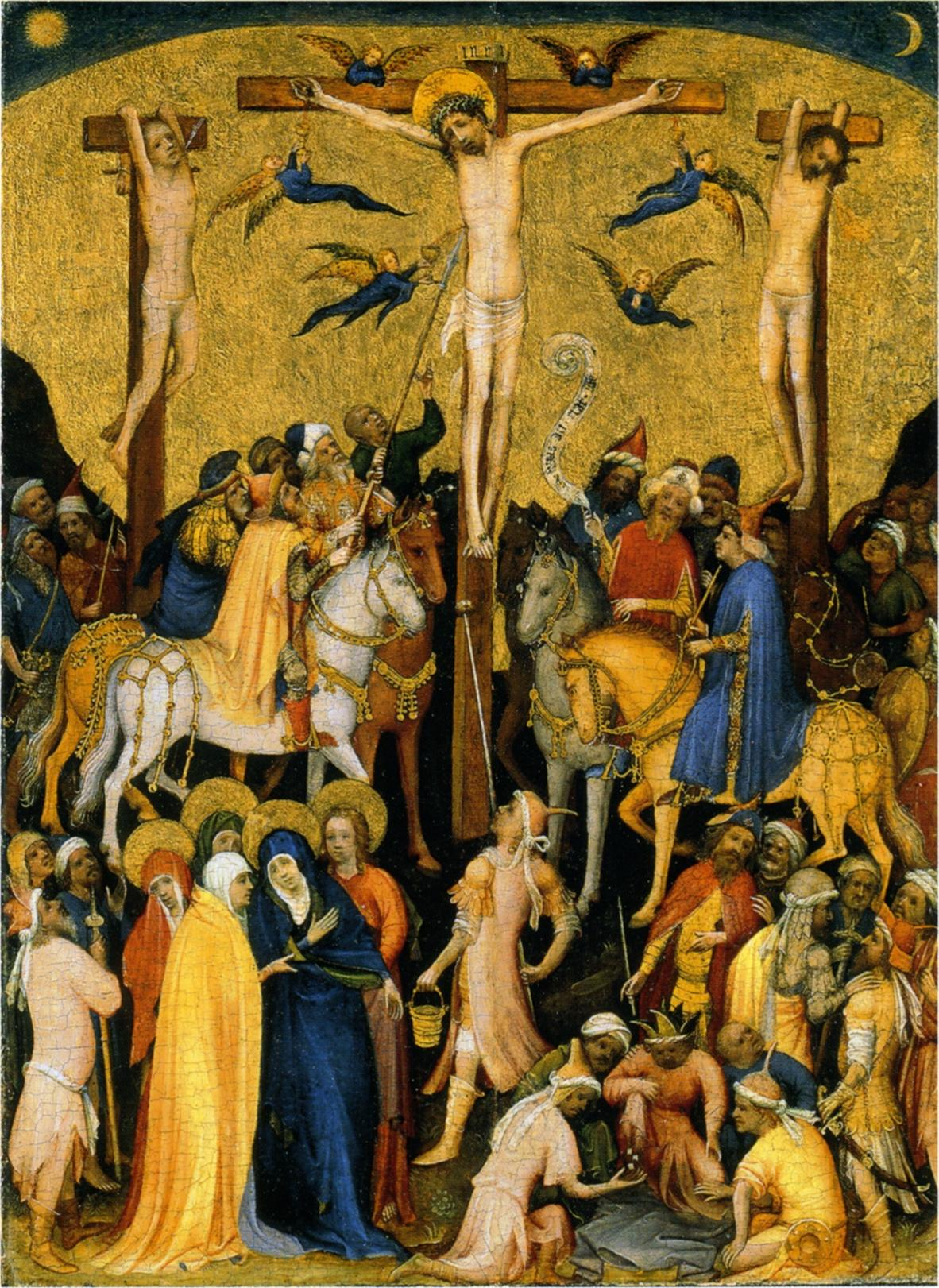
Maître de Sainte-Véronique, Le Petit Calvaire, vers 1400.
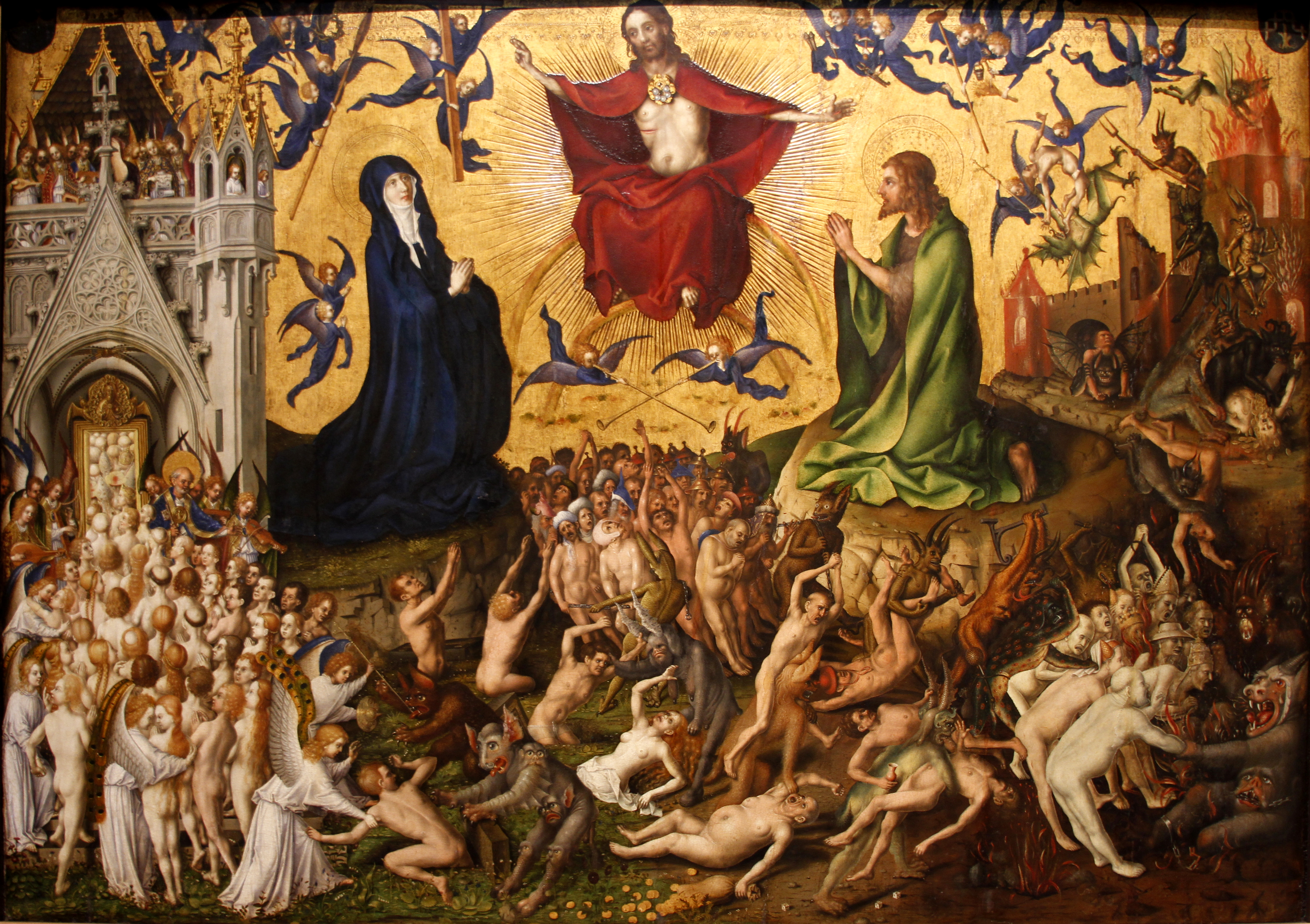
Stefan Lochner, Le Jugement dernier, vers 1435.
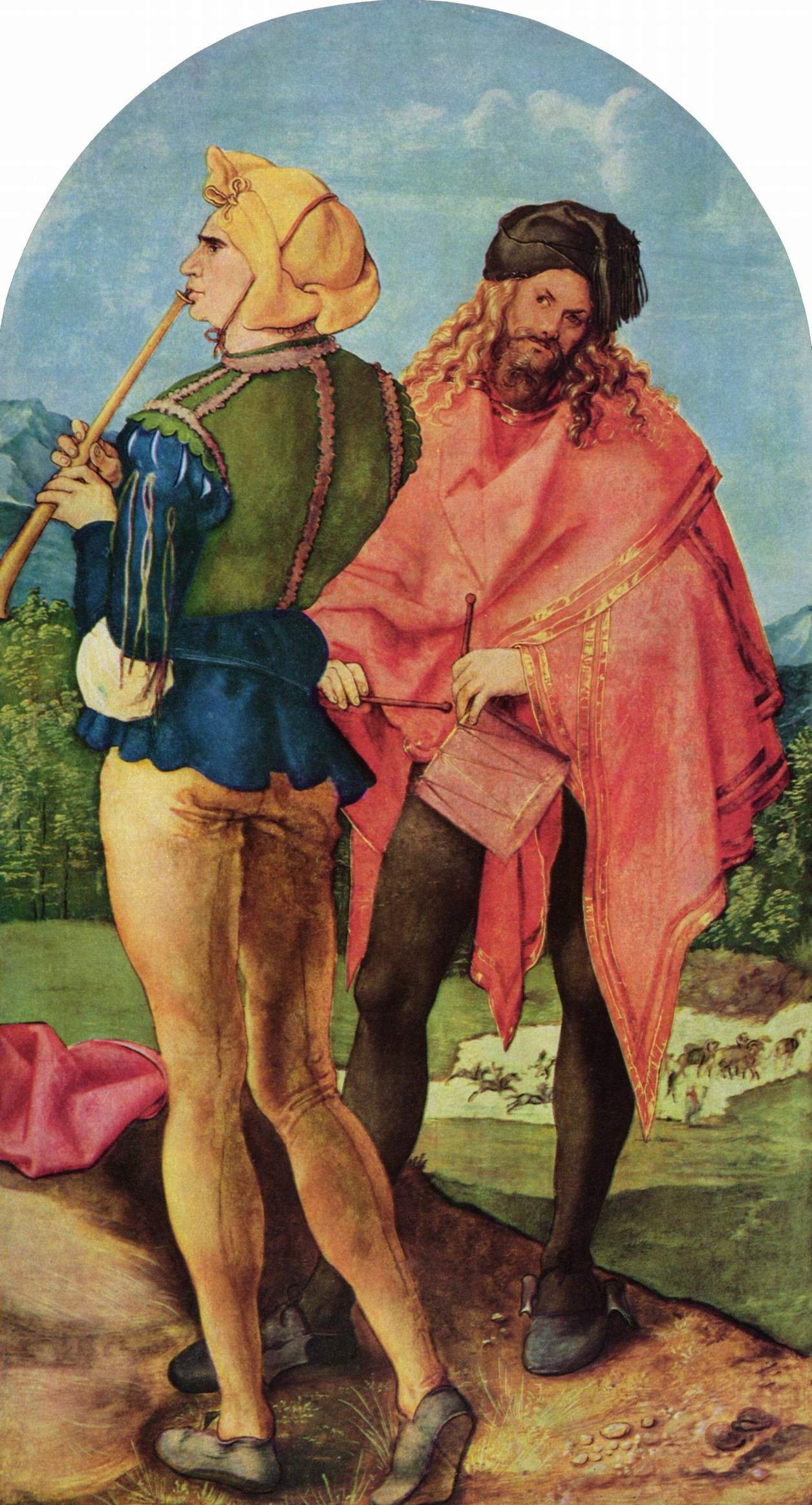
Albrecht Dürer, Joueur de flûte et tambour, vers 1503.
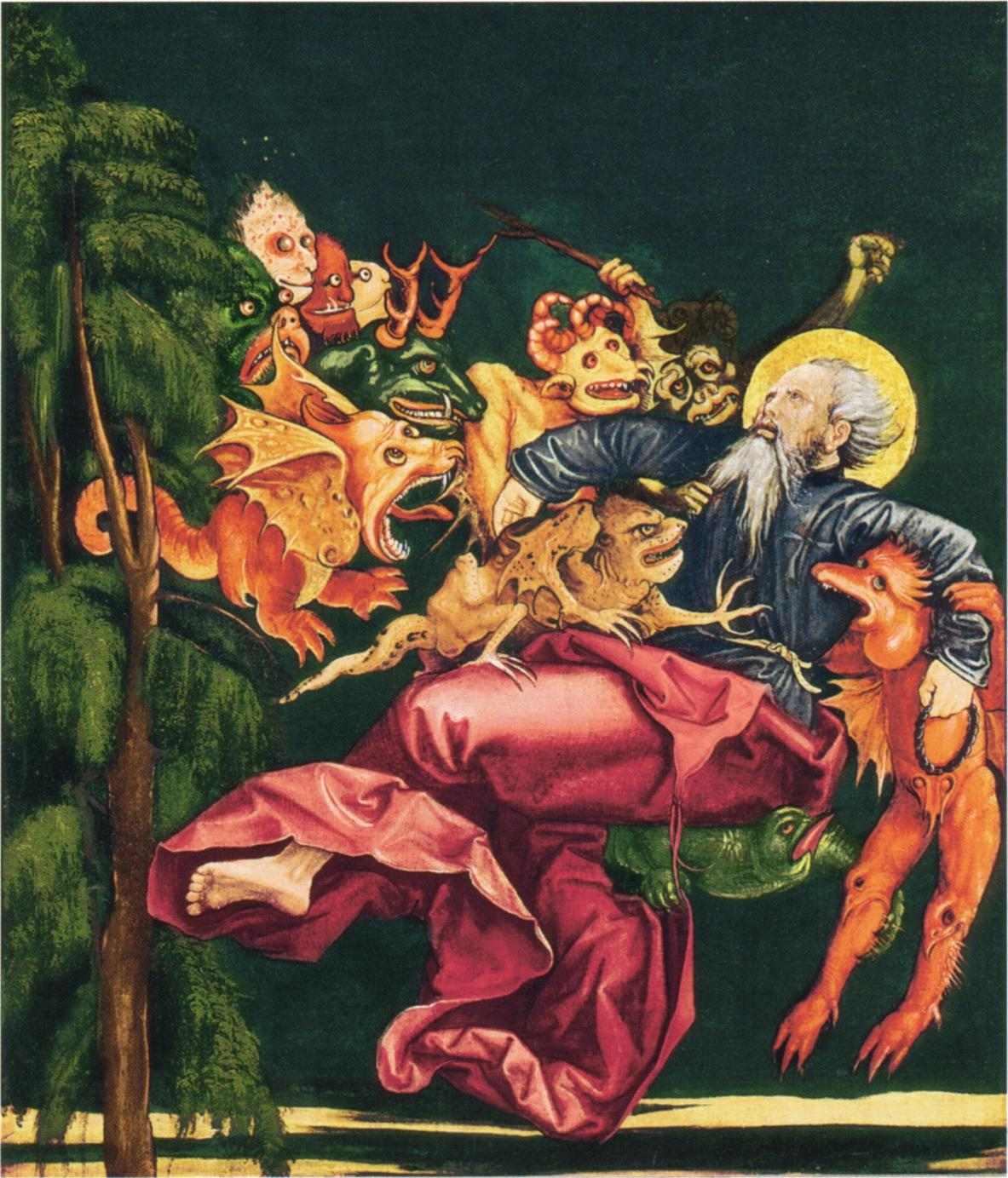
École du Haut, Saint Antoine tourmenté par les démons, vers 1520.

#### Quelques œuvres
- Stefan Lochner : 
  - La Vierge au buisson de Roses
  - Le Jugement Dernier
  - L'Annonciation
- Jérôme Bosch : Adoration de l'Enfant
- Albrecht Dürer : Joueur de flûte et tambour
- Gillis Mostaert : Scène de marché sur une place de village sur fond d'exécution.
- Lucas Cranach : Marie Madeleine

### Art desXVIIeetXVIIIesiècles
Le département baroque présente un très bon échantillonnage de la production artistique depuis environ 1550. L'un des points forts de la structure de la collection est la peinture du Nord des Pays-Bas. Rembrandt, Maarten van Heemskerck, Gerrit van Honthorst, Jan Victors, François Boucher, Paris Bordone, Peter Paul Rubens et Antoine van Dyck sont représentés avec des œuvres majeures.

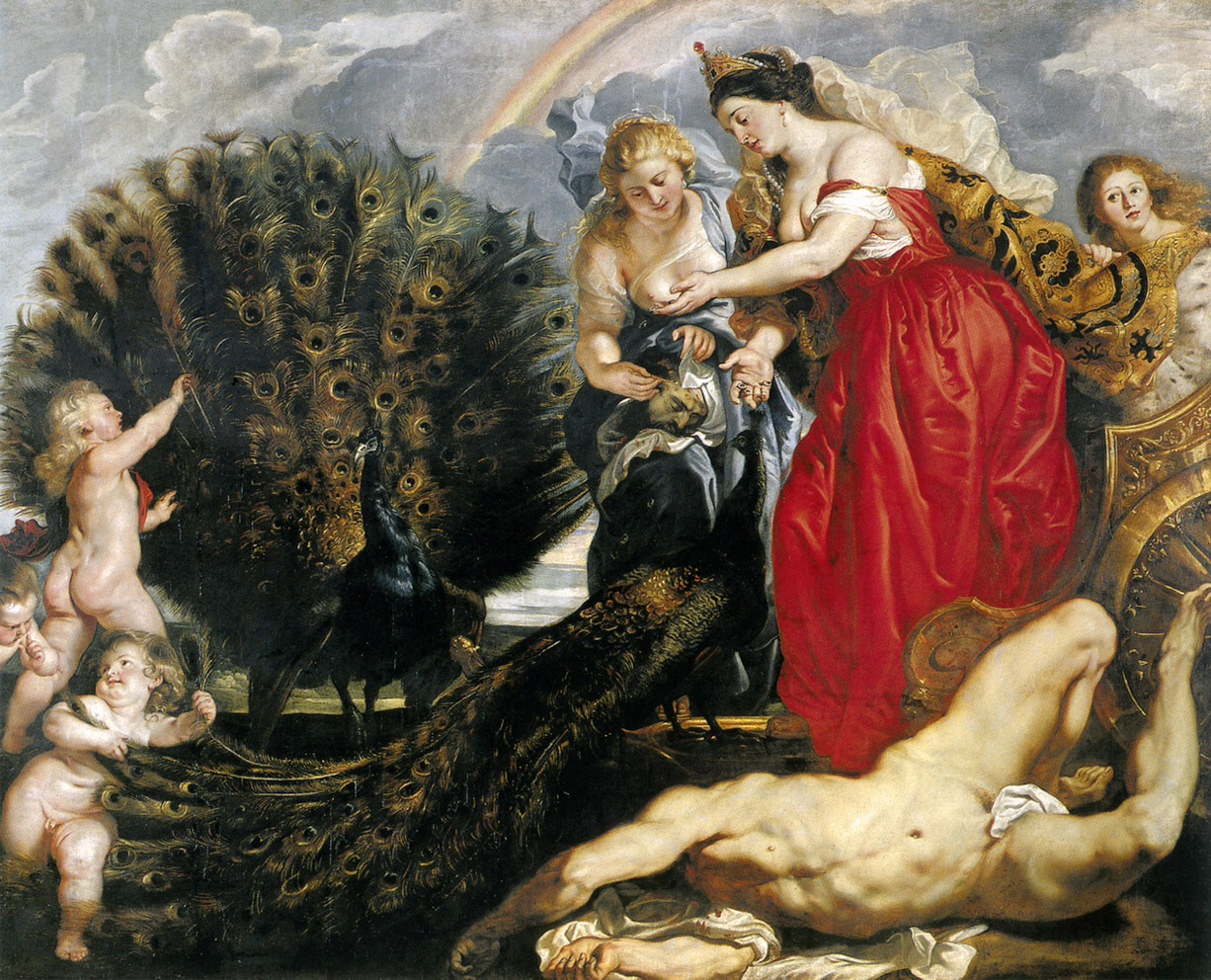
Pierre-Paul Rubens, Junon et Argus, vers 1610
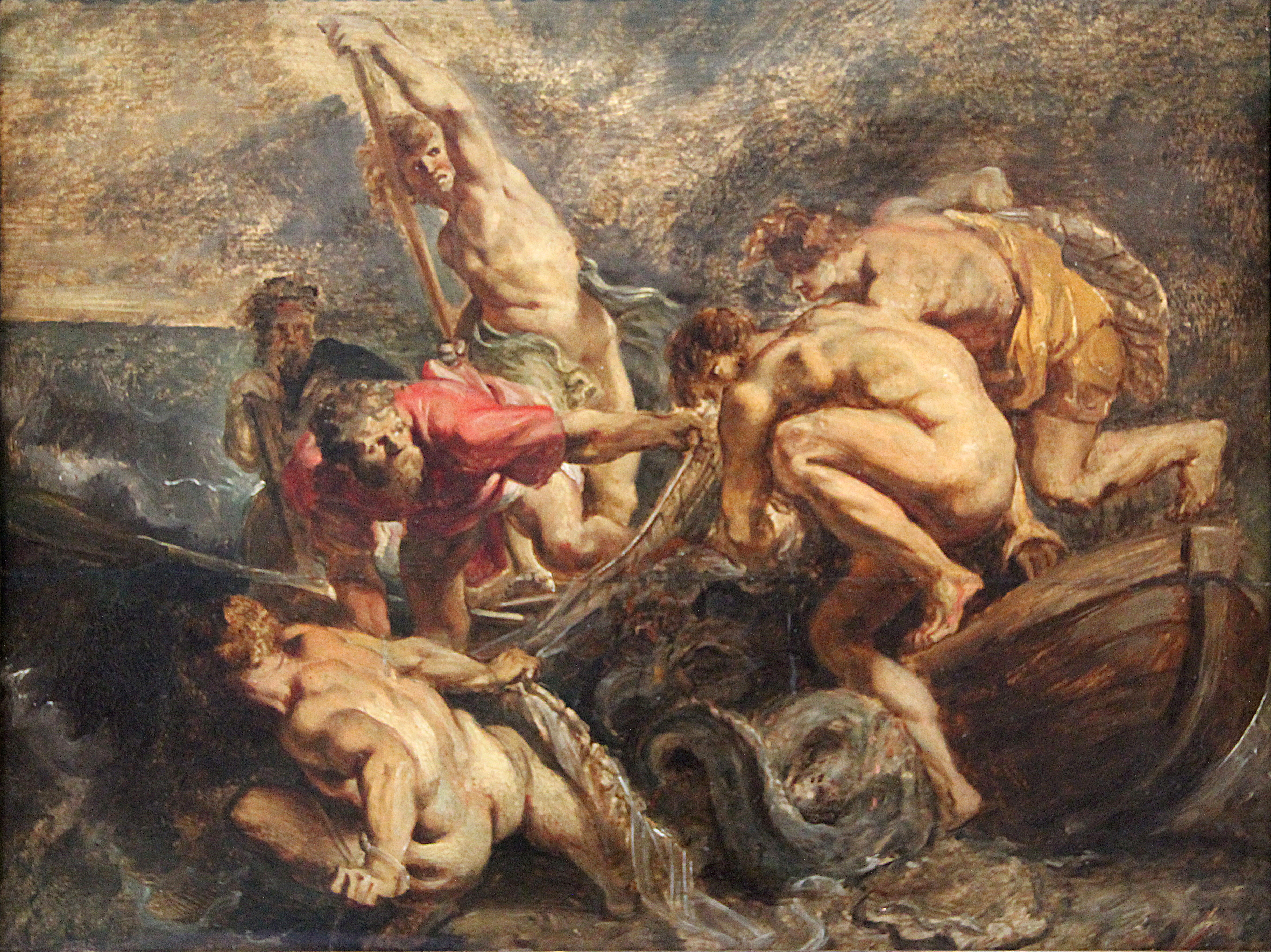
Peter Paul Rubens, La Pêche miraculeuse, vers 1610
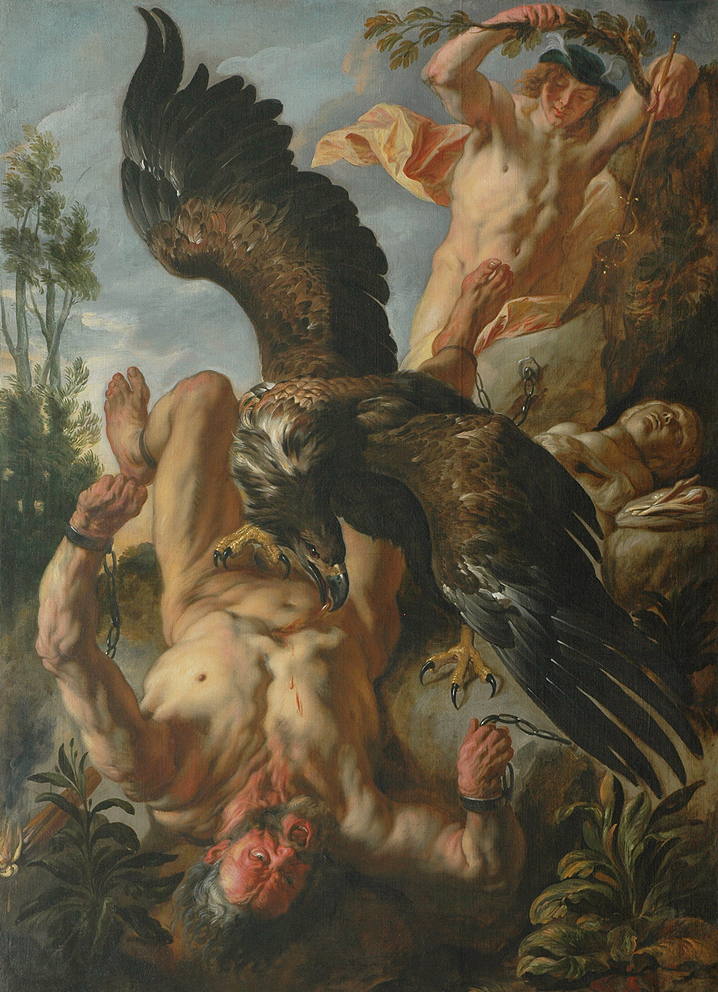
Jacob Jordaens, Prométhée enchaîné, vers 1640
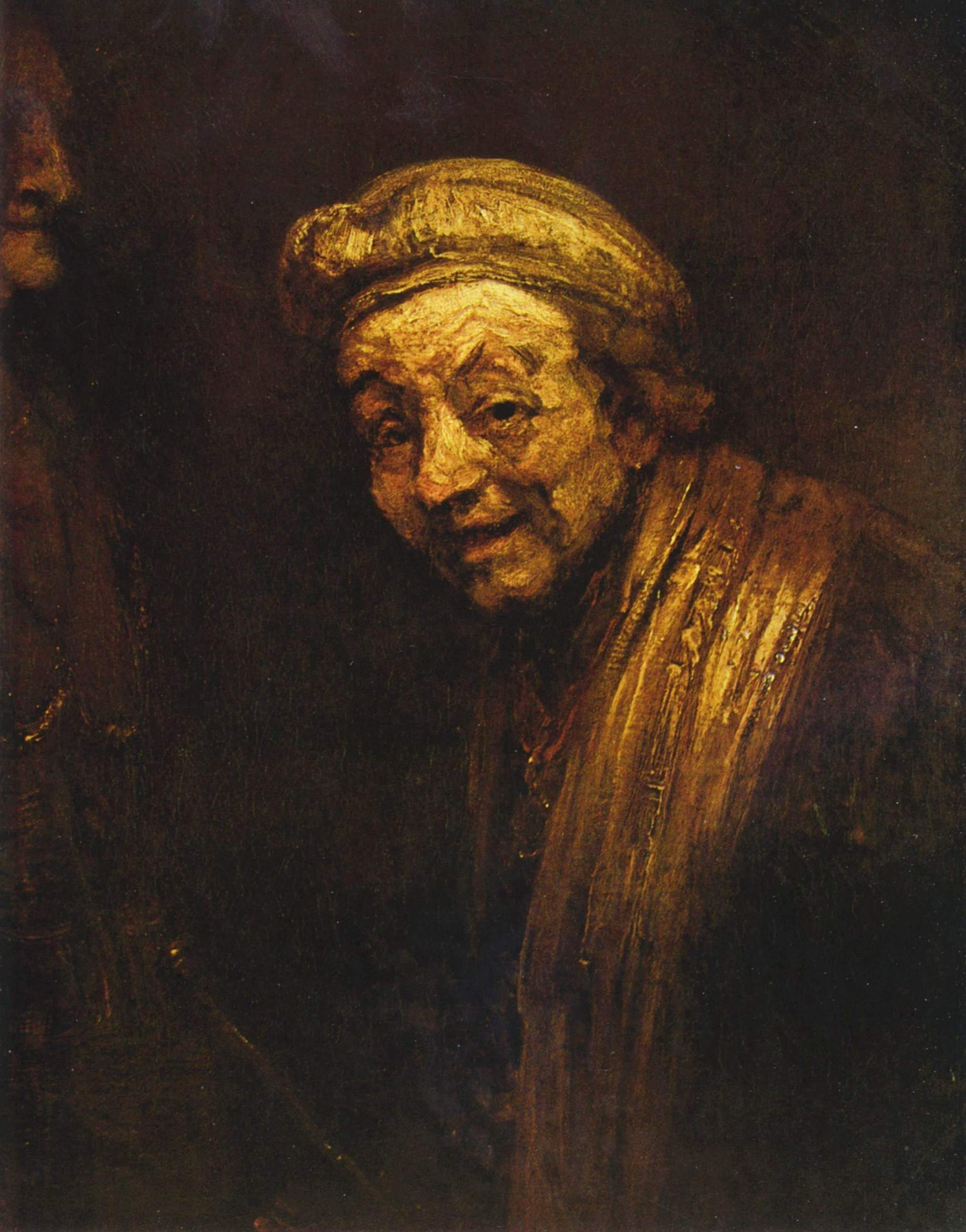
Rembrandt, Autoportrait, vers 1668
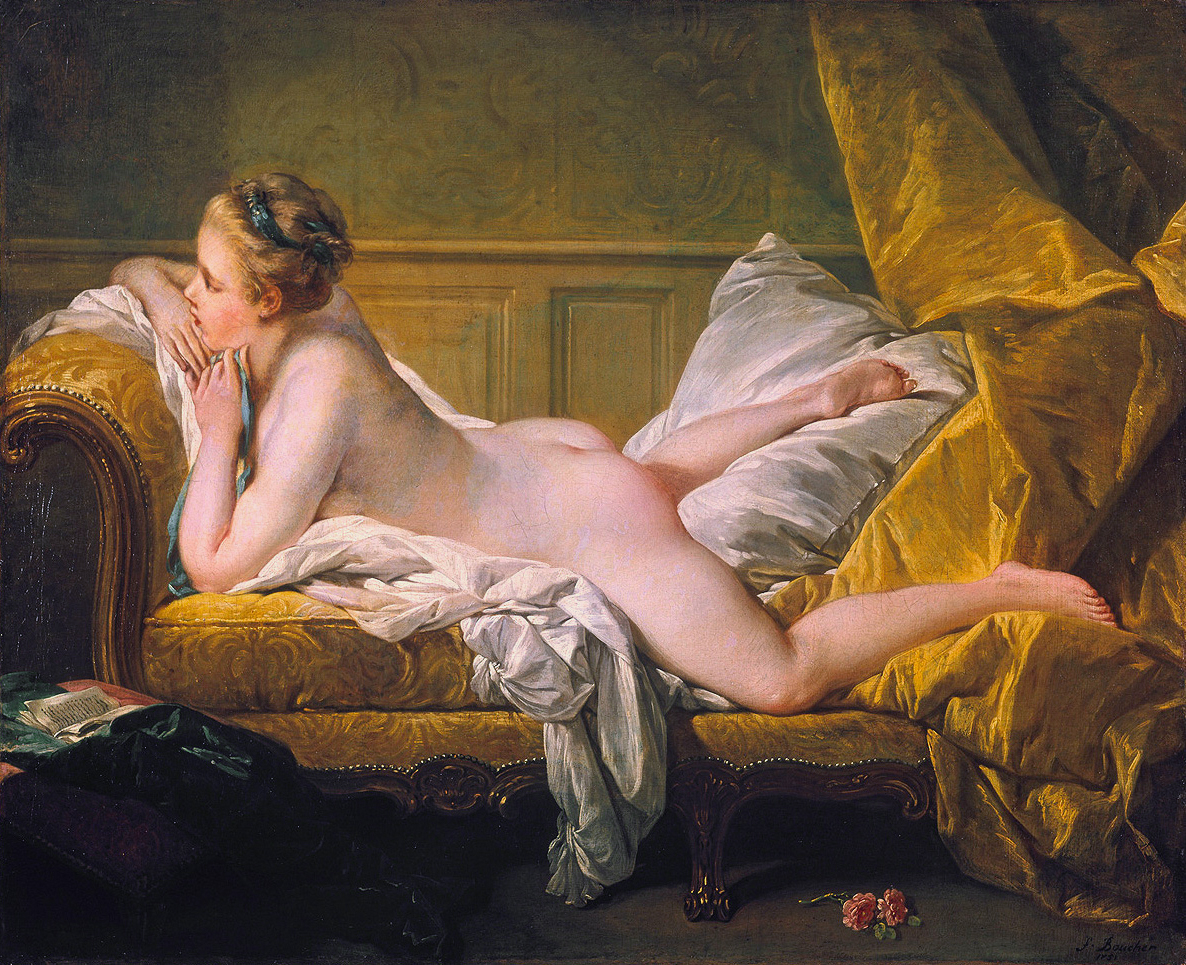
François Boucher, Fille au repos (Marie-Louise O'Murphy), 1751

#### Quelques œuvres
- Rubens : 
  - Autoportrait avec des amis à Mantoue
  - Junon et Argus
- Rembrandt : Autoportrait ridé
- Johann Michael Hambach : Nature morte avec du fromage et du vin
- Pieter de Hooch : Couple avec perroquet
- Jacob Jordaens : Prométhée enchaîné
- François Boucher : Jeune fille allongée

### Art desXIXeetXXesiècles
Le département du XIXe siècle montre l'évolution de l'art au XIXe siècle, avec des peintres romains-germaniques de la fin du XVIIIe siècle (Jakob Philipp Hackert, Johann Christian Reinhart, Joseph Anton Koch), des peintres du romantisme allemand précoce et tardif (Caspar David Friedrich, Carl Blechen, Gerhard von Kügelgen) aux Nazaréens (Eduard Bendemann, Julius Schnorr von Carolsfeld), ainsi qu'une vaste collection du peintre de Cologne Wilhelm Leibl.
Le musée présente aussi des œuvres de Gustave Courbet, Max Liebermann et des peintures et sculptures du symbolisme (Arnold Böcklin, Franz von Stuck, Marianne Stokes, James Ensor, Edvard Munch), ainsi que des sculptures remarquables, entre autres de Jean-Antoine Houdon, Rudolf Schadow, Pierre-Auguste Renoir, Auguste Rodin.

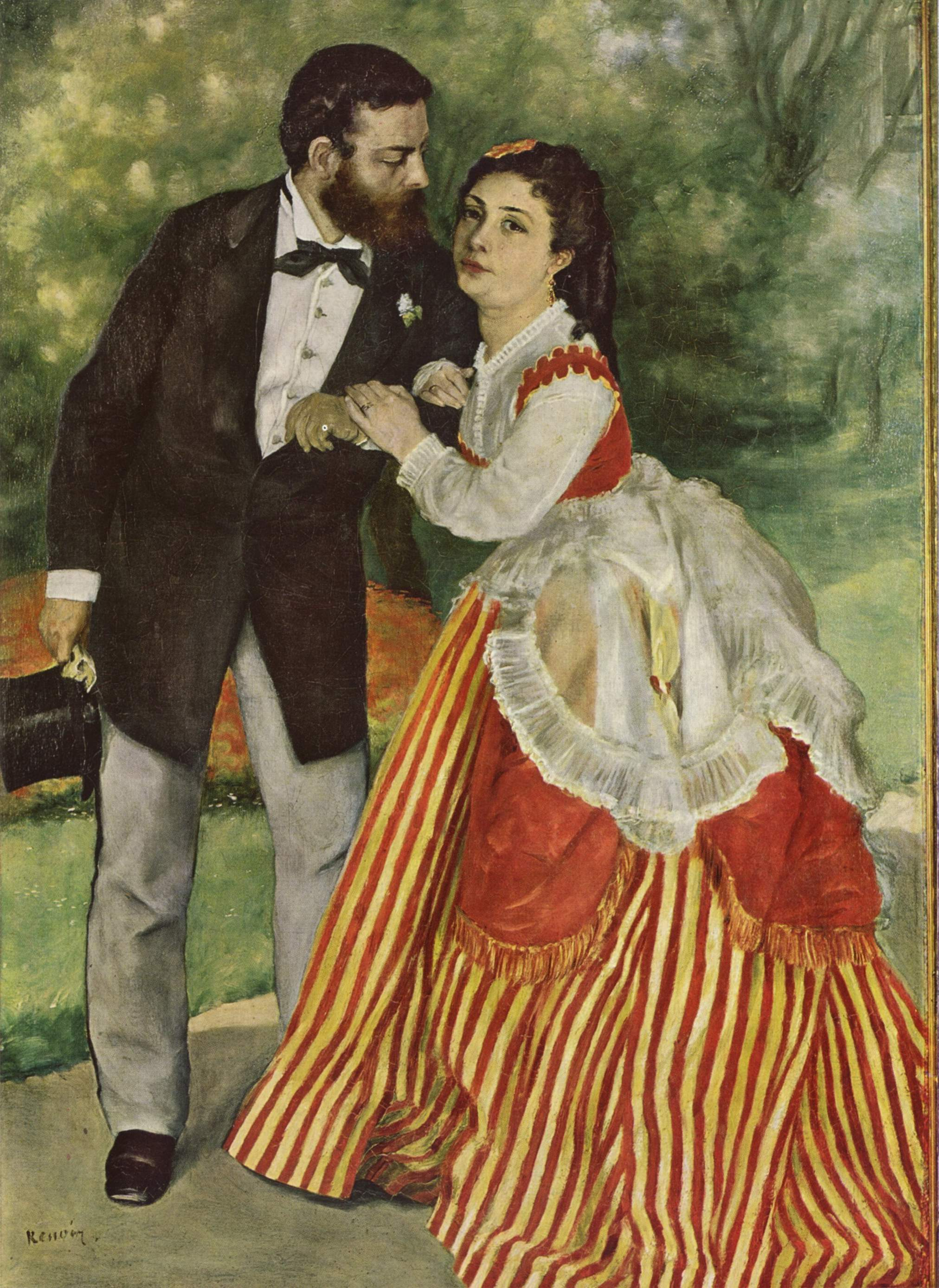
Pierre-Auguste Renoir, Les Fiancés,  1868
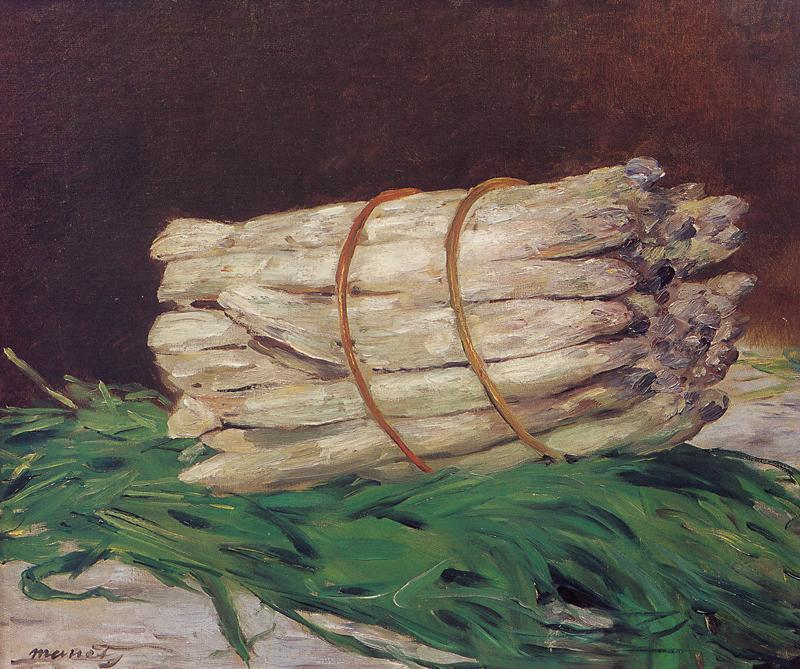
Édouard Manet, Botte d'asperges, 1880
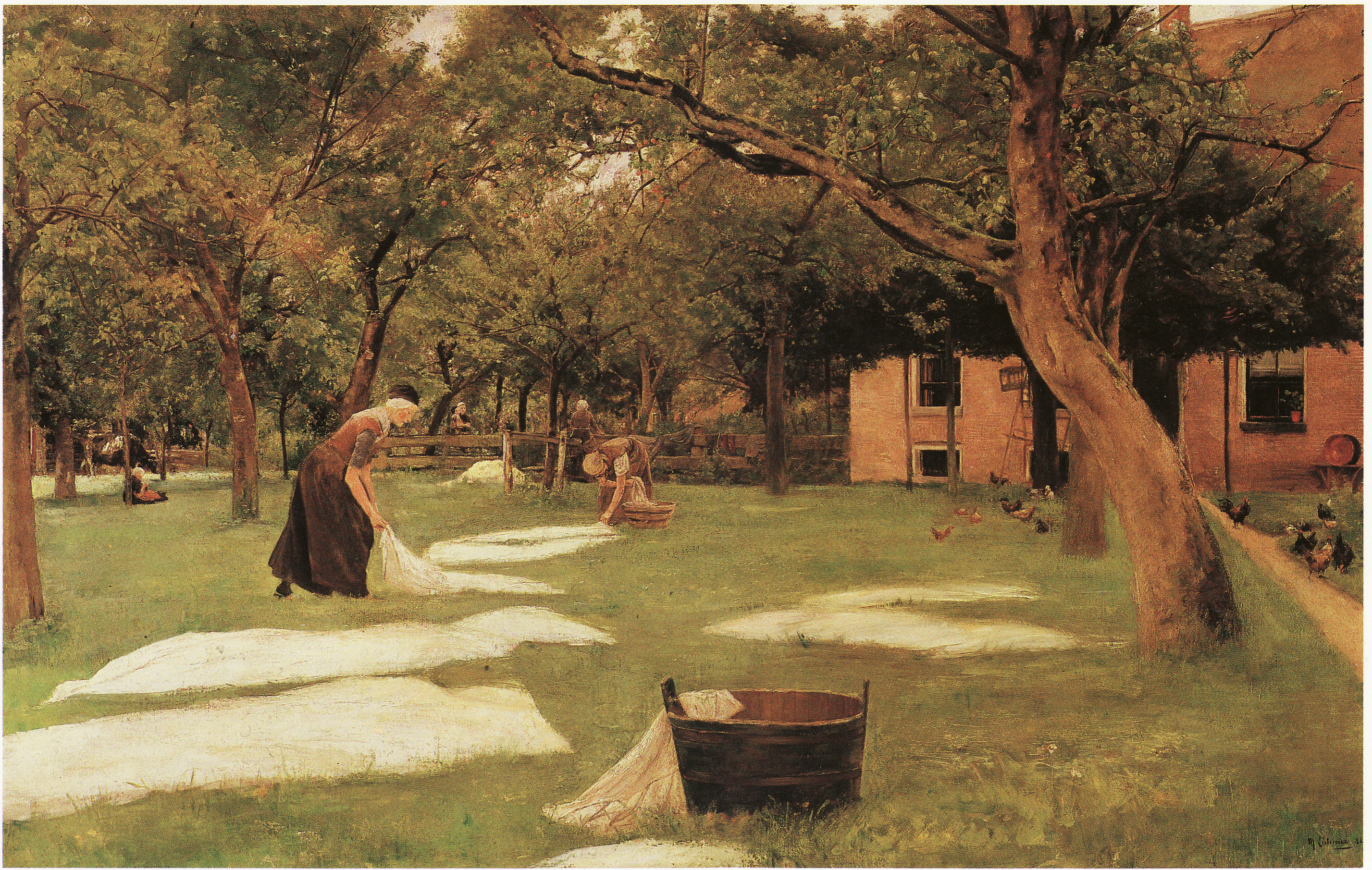
Max Liebermann, Linge étendu sur l'herbe, 1882
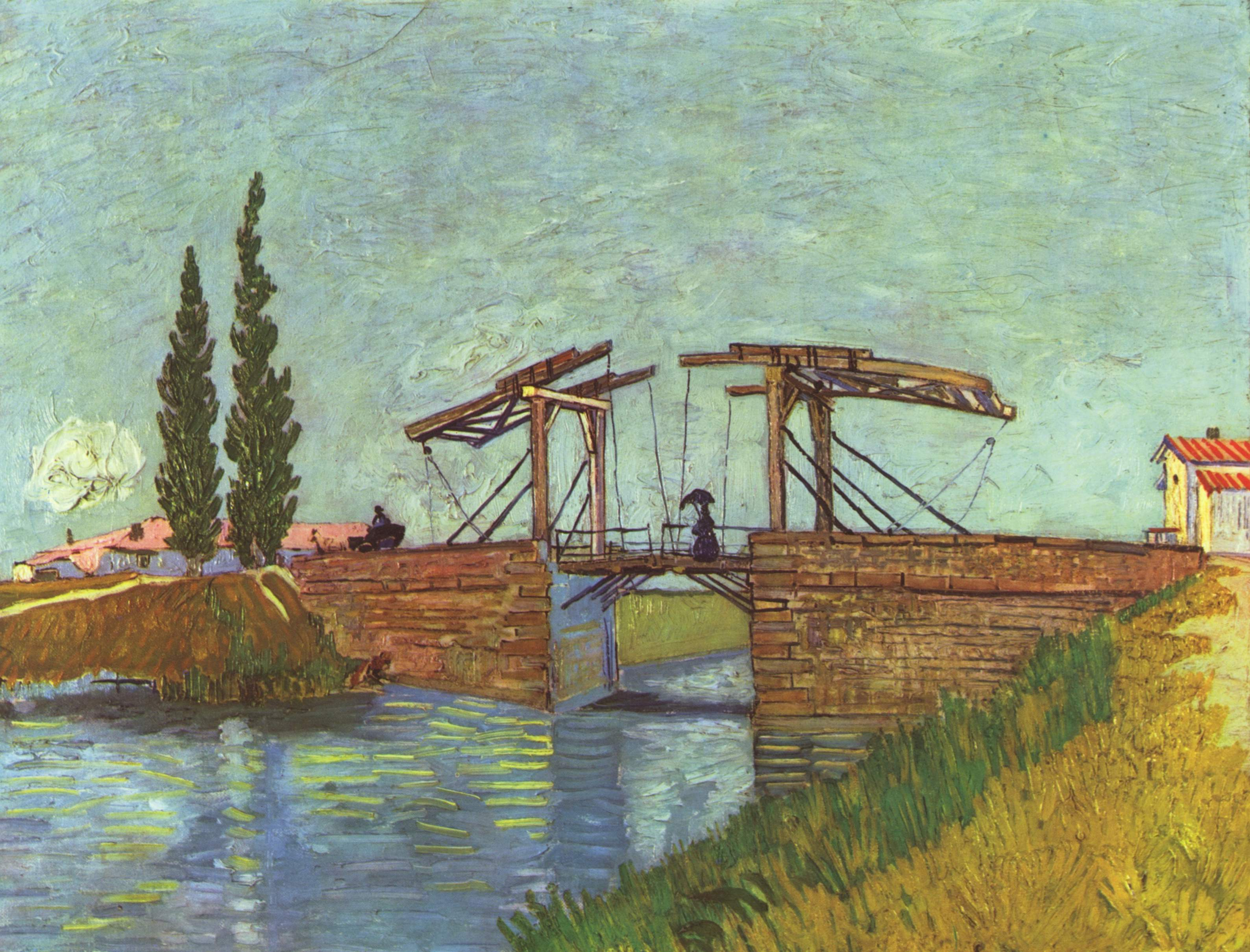
Vincent van Gogh, Le Pont de Langlois, 1888
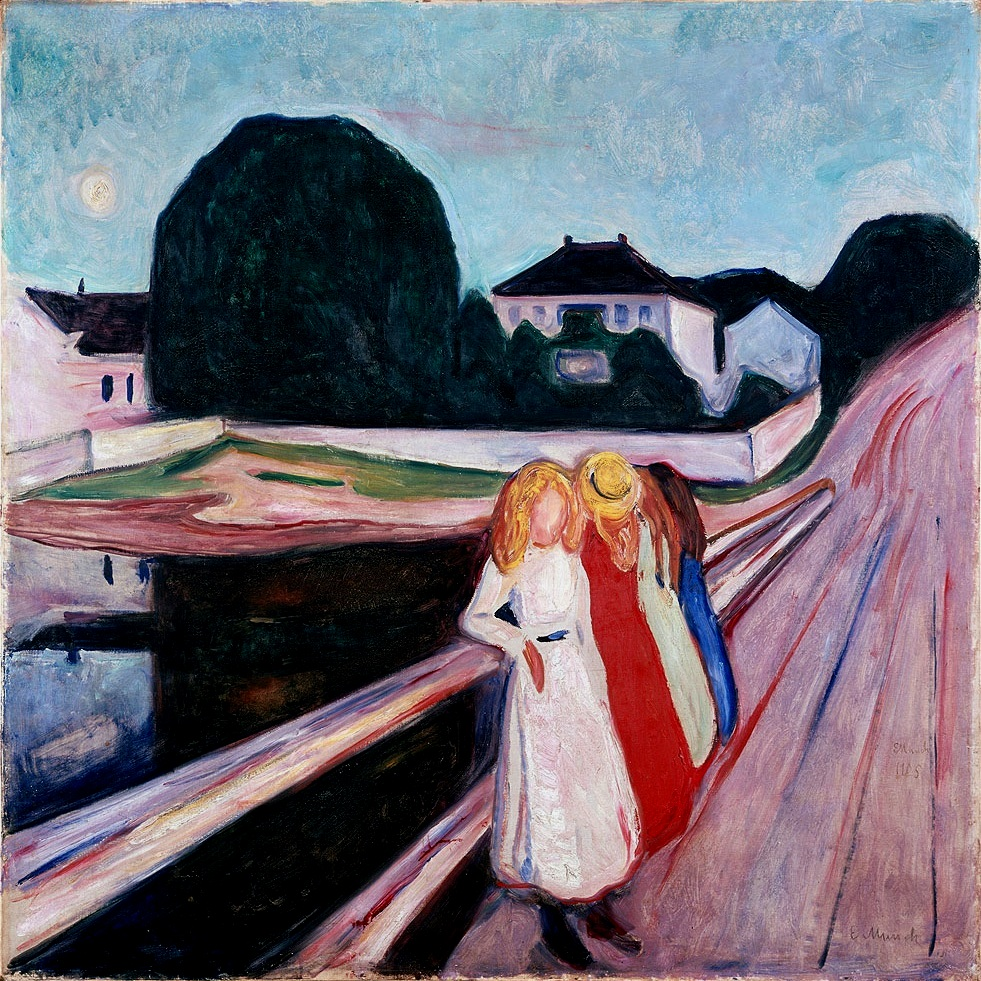
Edvard Munch, Jeunes Filles sur un pont, 1905

La Fondation Corboud affiliée au musée présente la plus vaste collection de peintures de l'impressionnisme français et international et de l'impressionnisme tardif en Allemagne. En raison du manque d'espace d'exposition, une grande partie de cette collection est stockée dans les réserves, jusqu'à ce que le bâtiment d'extension prévu par la ville de Cologne depuis 2001 soit achevé.

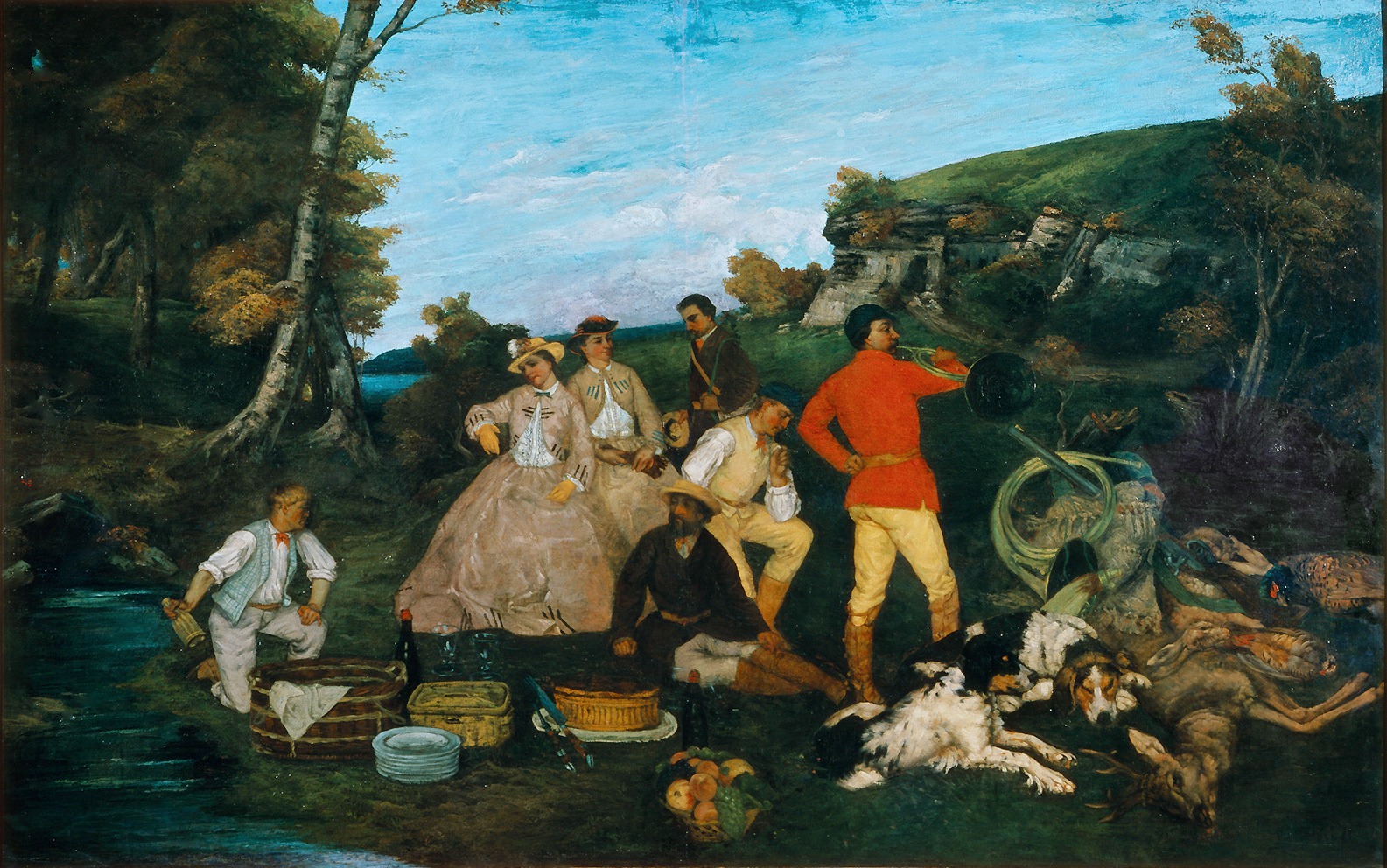
Gustave Courbet, Le Repas de chasse, 1858
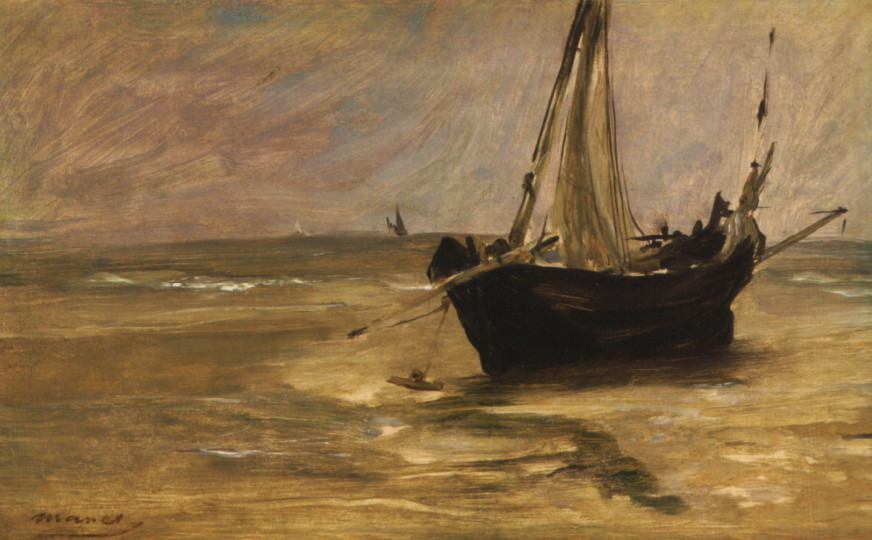
Édouard Manet, Bateau de pêche sur la plage de Berck, 1873
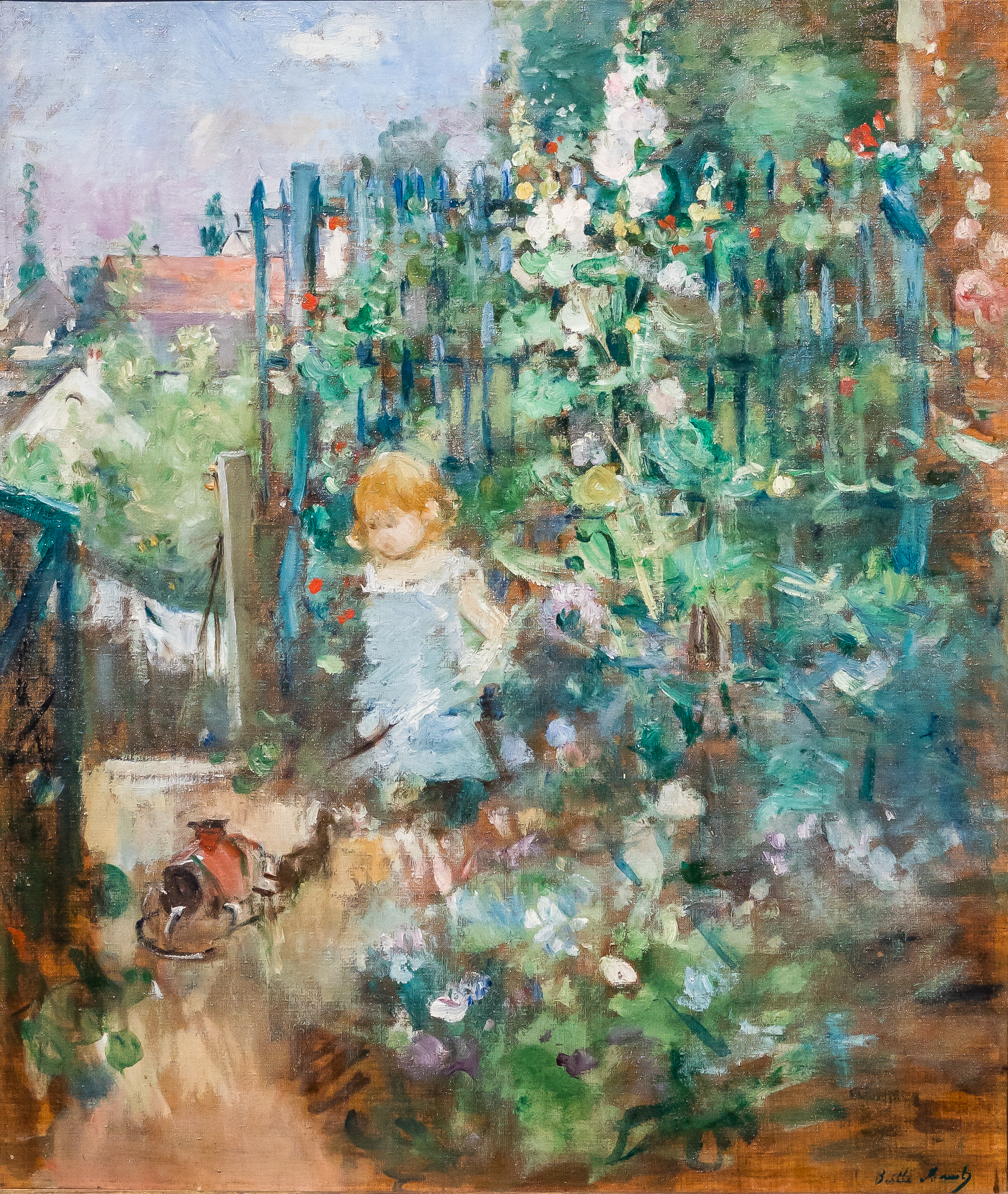
Berthe Morisot, Enfant parmi les roses trémières, 1881
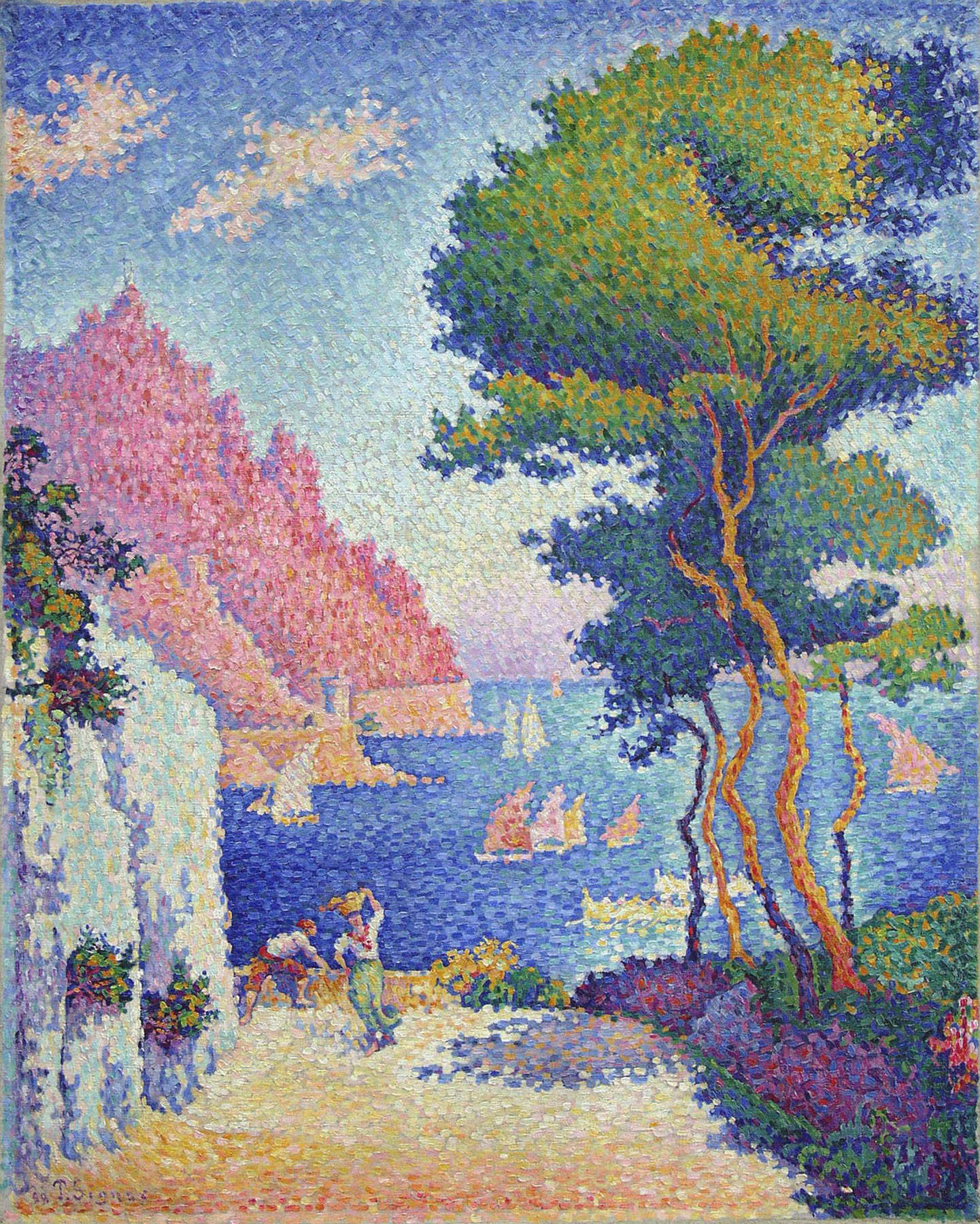
Paul Signac, Cap de Noli, 1898
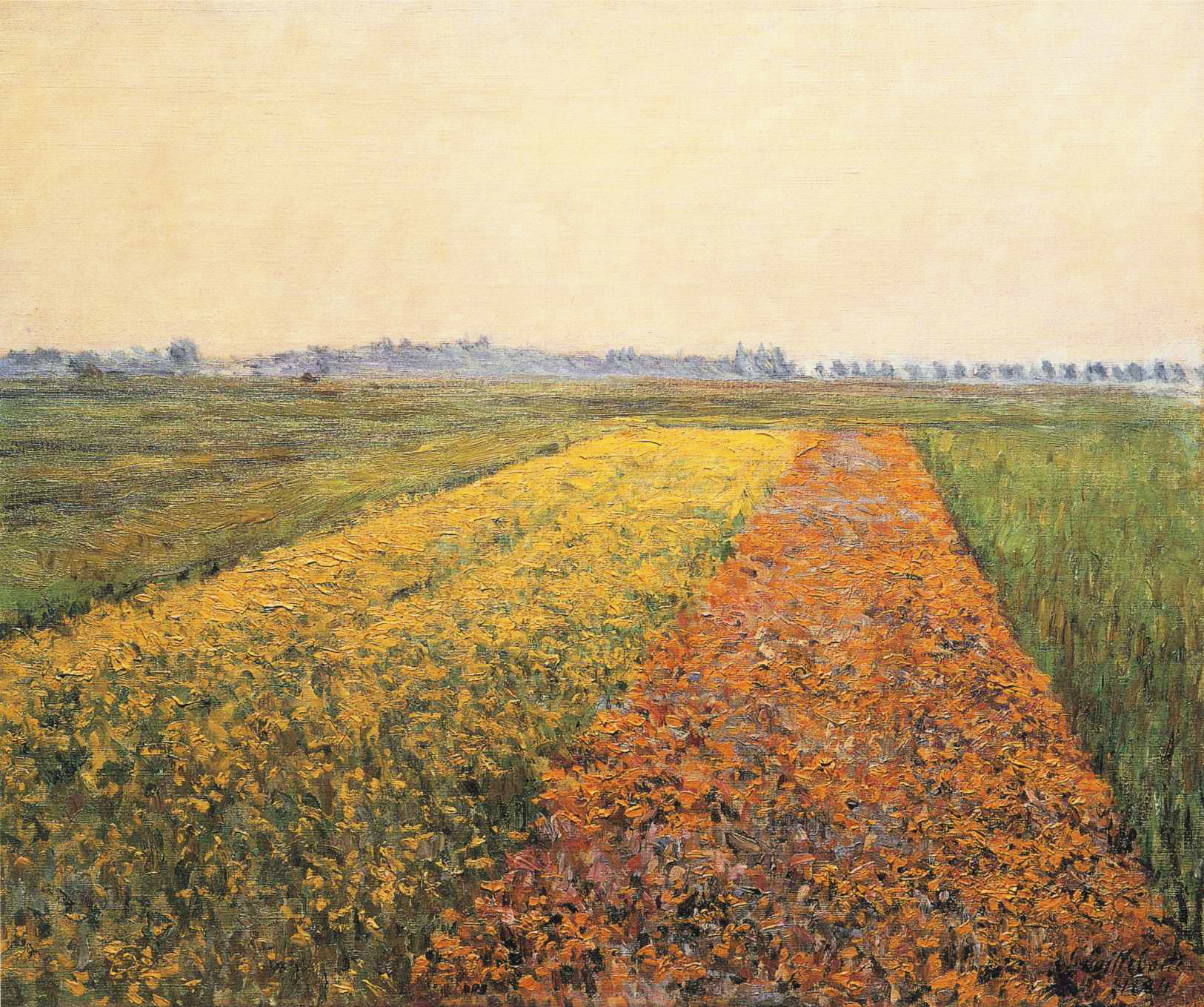
Gustave Caillebotte, Plaine de Genevilliers, 1884

#### Quelques œuvres
- Courbet : La Dame de Francfort
- Renoir : Les Fiancés - Le Ménage Sisley
- Manet : La Botte d'asperges
- Van Gogh : le pont levant d'Arles
- Matisse : Corse, le vieux moulin
- Signac : Capo di Noli
- Munch : Jeunes Filles sur un pont

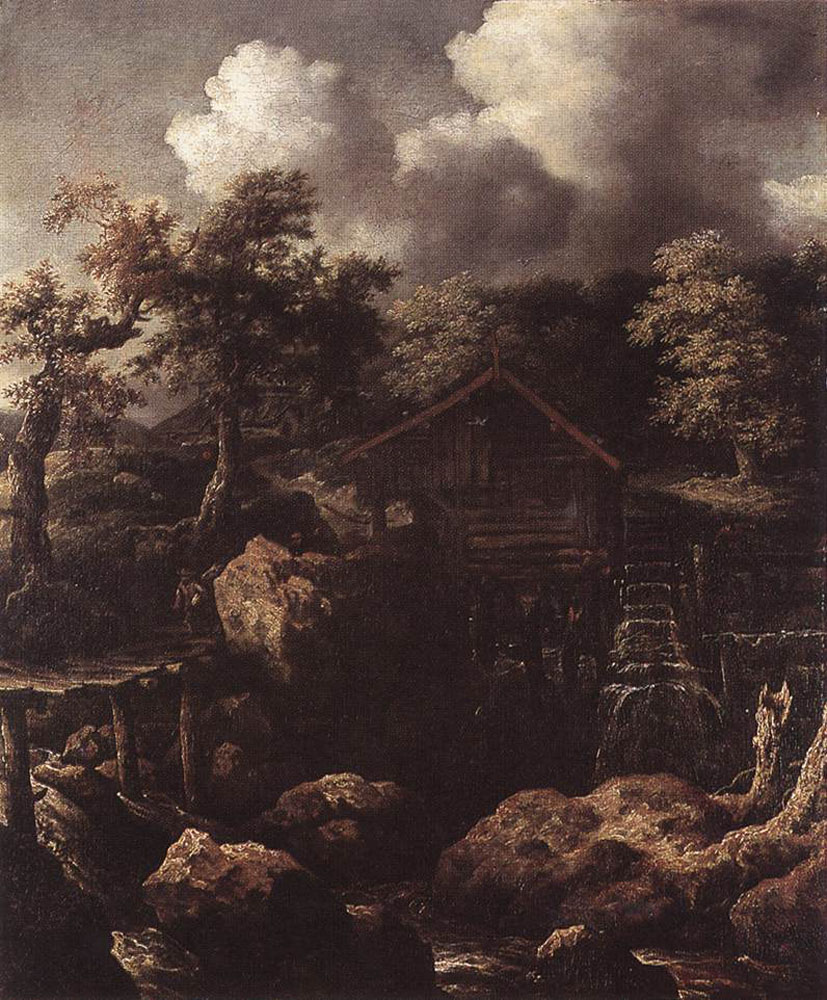
Scène forestière avec moulin à eau par Allart van Everdingen, v. 1650
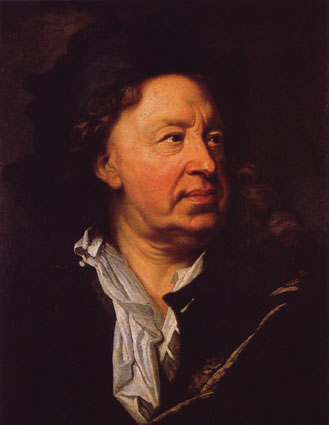
Everhard Jabach par Hyacinthe Rigaud, 1688
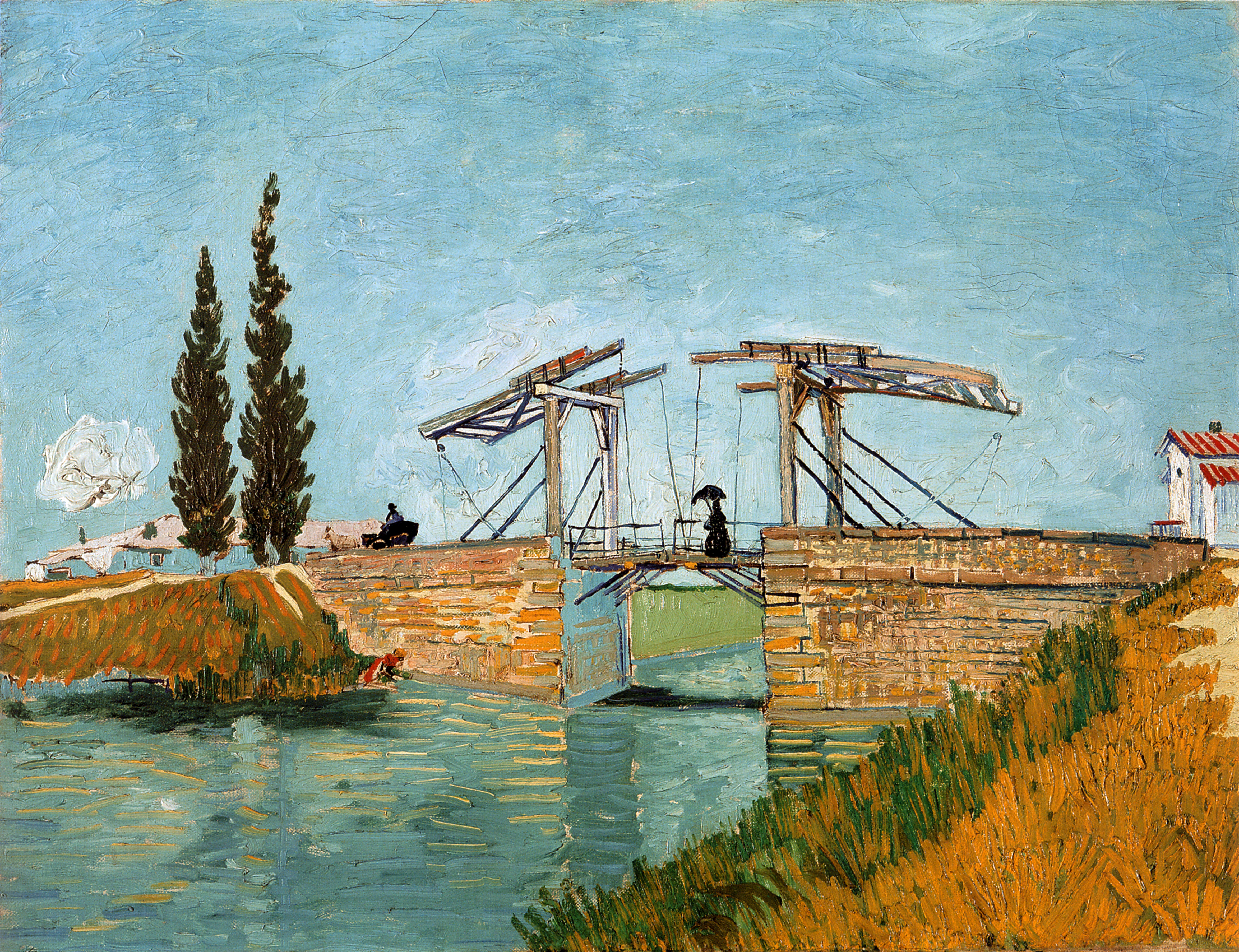
Pont Van-Gogh (Arles) par Vincent van Gogh, version 1888